# Bani Suwajf al-Dżadida
Bani Suwajf al-Dżadida – miasto w Egipcie, w muhafazie Bani Suwajf. W 2006 roku liczyło 17 921 mieszkańców.